# Liste der marokkanischen Botschafter in Frankreich

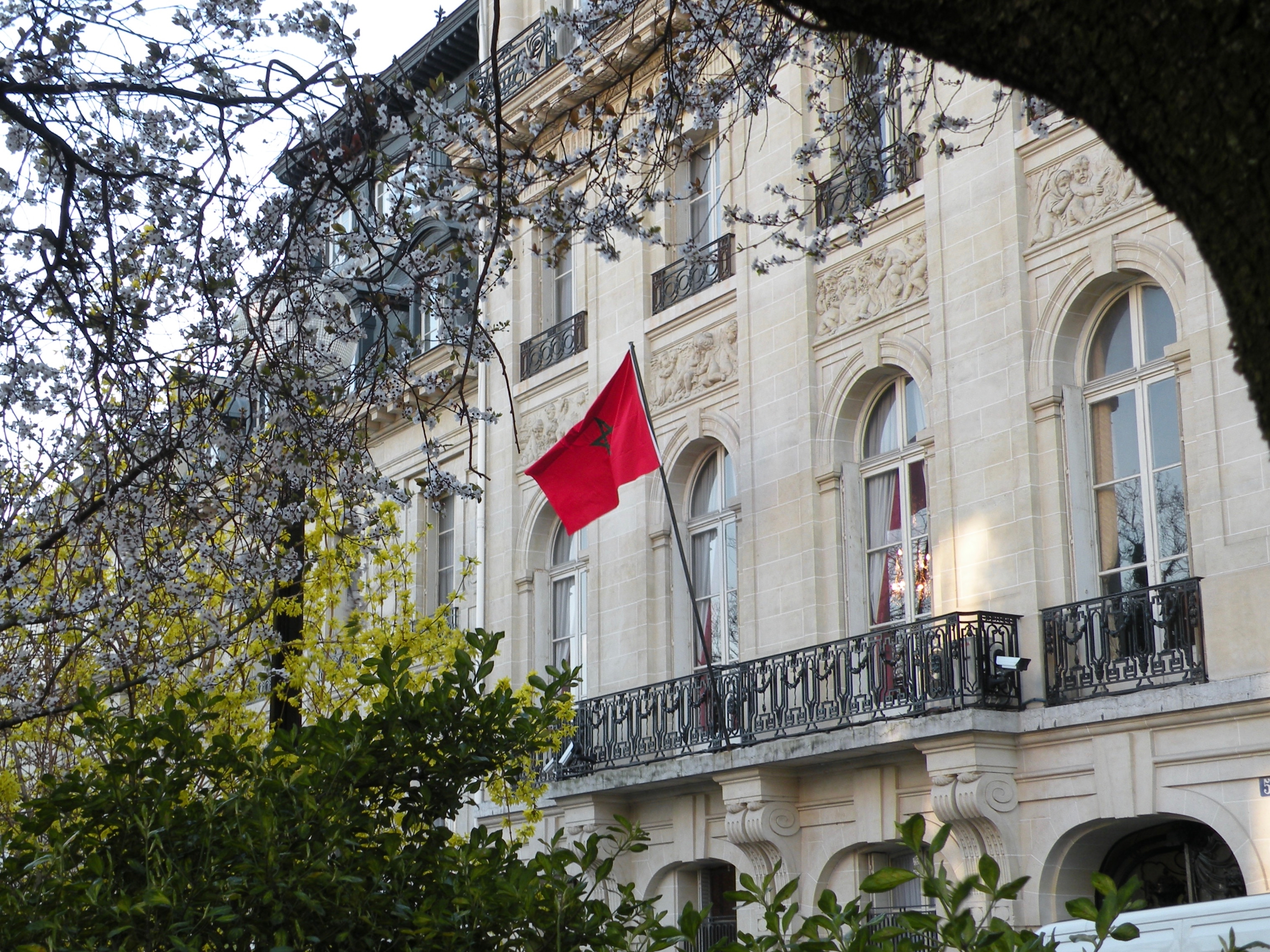
Marokkanische Botschaft Paris

| Ernannt / akkreditiert | Name                       | Anmerkungen                                 | Botschaftsposten verlassen |
| ---------------------- | -------------------------- | ------------------------------------------- | -------------------------- |
| 24. Mai 1909           | Abdellah El Fassi          | (* 24. Oktober 1871 in Fès; † 26. Mai 1930) | 15. Juli 1910              |
| 1956                   | Abderrahim Bouabid         |                                             | 1956                       |
| 1957                   | Mohamed Zeghari            |                                             | 1959                       |
| 1960                   | Abd el-hatif Ben Dschellun | [ 1 ]                                       | 1960                       |
| 1961                   | Abdellatif Filali          | Geschäftsträger                             | 1962                       |
| 1964                   | Moulay Ali Alaoui          |                                             | 1966                       |
| 1990                   | Abbas al-Fassi             |                                             | 1994                       |
| 1999                   | Mohamed Berrada            |                                             | 1999                       |
| 22. November 2004      | Fathallah Sijilmassi       |                                             | Dezember 2008              |
| 21. Januar 2009        | El Mostapha Sahel          |                                             | 2010                       |
| 2010                   | Hassan Abouyoub            |                                             |                            |